# Panhard Junior
Der Panhard Junior war ein kleiner Roadster, den Panhard zwischen 1952 und 1956 herstellte. Insgesamt wurden 4714 Exemplare gebaut.

## Beschreibung
Sein Bau wurde auf Grund des Wunsches eines amerikanischen Importeurs namens Ferguson beschlossen, der vorschlug, in seinem Land einen kleinen Roadster anzubieten. Ferguson zog sich schließlich aus dieser Angelegenheit zurück, aber Panhard baute letztendlich den Junior. Er hatte das Chassis des Modells Dyna X. Anders als beim Dyna X bestand seine Karosserie aus Stahlblech. So entstand also ein kleiner Roadster mit erstaunlicher Leistungsfähigkeit und der berühmt guten Straßenlage eines Panhard. Sein Kofferraum war durch Umlegen der Rückenlehne der zweisitzigen Bank zugänglich. Spartanisch und leicht, wie er war, wurde er Autotraum der Jugend.

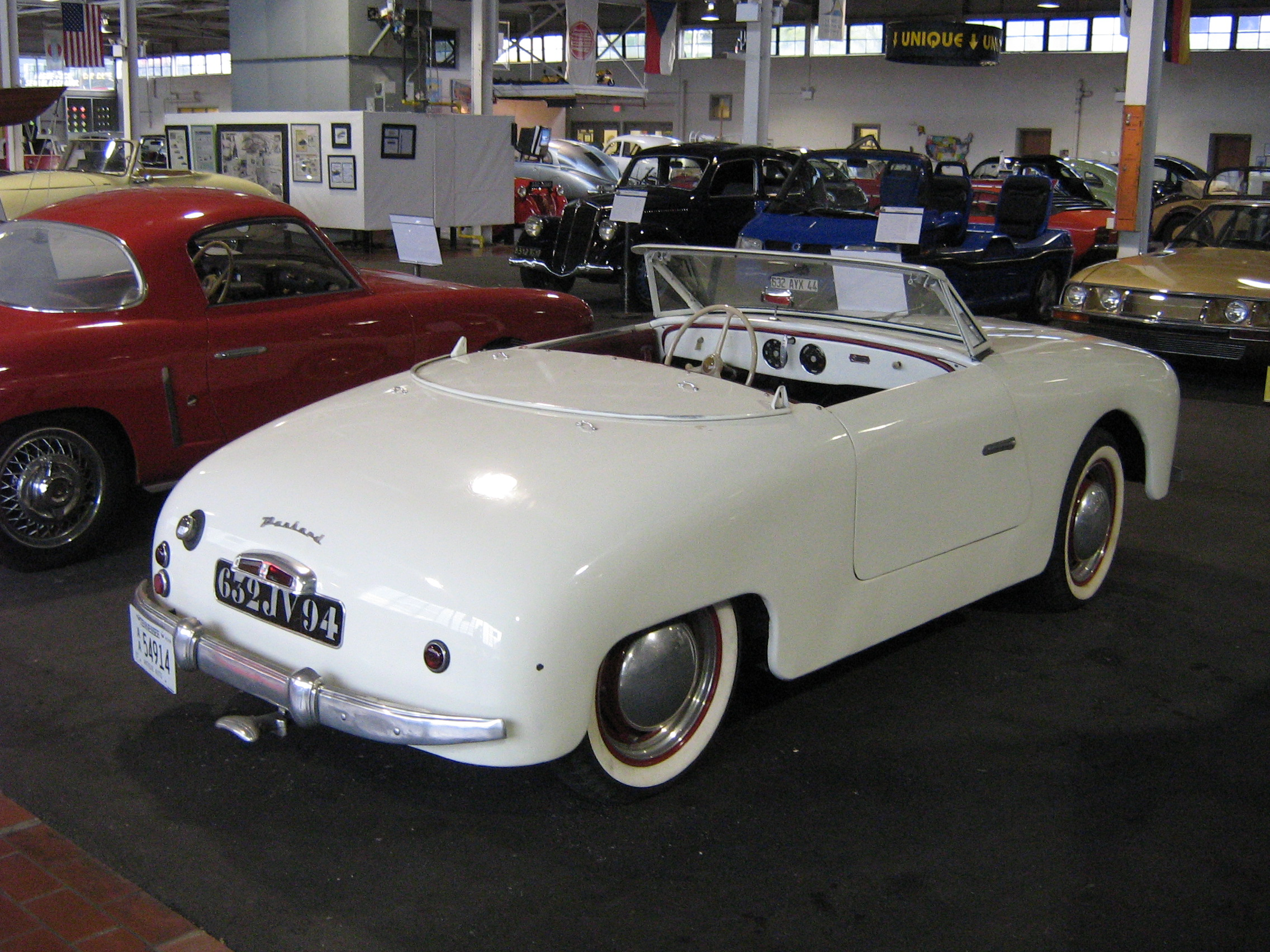
Heckansicht (1954)

Als Normal- und Sprintversion hatte er 4 oder 5 CV (französische Steuer-PS).
Seine Konstruktion entstand in den Ateliers des Karrossiers Di Rosa und wurde anschließend recht schnell in der Panhard-Fabrik in Orléans gebaut.
Ab 1953 gab es neben diesem Roadster auch noch ein Cabriolet mit seitlichen Kurbelfenstern und größeren Türen. Der Aufbau des Junior wurde so verändert, dass nun drei Personen auf der Sitzbank Platz fanden. Im gleichen Jahr wich das vom Modell Dyna X ererbte Fahrgestell einer Aluminiumkonstruktion, die an den neuen, im Juni präsentierten Dyna Z erinnerte.
Die erstaunliche Ähnlichkeit des Nissan Figaro mit dem Panhard Junior lässt keine Zweifel an der Inspirationsquelle der japanischen Konstrukteure aufkommen. Dieses zweisitzige Cabriolet im Retro-Design, das 1991 herauskam, setzt in eleganten Pastellfarben auf die Sympathie, die einst dem Junior zuteilwurde.

## Modelle
| Modell      | Bauzeitraum       | Motorbauart          | Hubraum | Steuer-PS (fr.) | Leistung      |
| ----------- | ----------------- | -------------------- | ------- | --------------- | ------------- |
| X 86        | 08/1952 – 06/1954 | 2-Zyl.-Boxer, 4-Takt | 745 cm³ | 4 CV            | 33 PS (24 kW) |
| X 86 Sprint | 02/1952 – 06/1954 | 2-Zyl.-Boxer, 4-Takt | 745 cm³ | 4 CV            | 33 PS (24 kW) |
| X 87        | 08/1952 – 04/1956 | 2-Zyl.-Boxer, 4-Takt | 851 cm³ | 5 CV            | 40 PS (29 kW) |
| X 87 Sprint | 08/1952 – 04/1956 | 2-Zyl.-Boxer, 4-Takt | 851 cm³ | 5 CV            | 42 PS (31 kW) |